# Ente Nazionale della Cinofilia Italiana
Ente Nazionale della Cinofilia Italiana (ENCI) är Italiens nationella kennelklubb som är en av medlemsorganisationerna i den internationella kennelfederationen Fédération Cynologique Internationale (FCI). Den är de italienska hundägarnas intresse- och riksorganisation och för nationell stambok över hundraser. Organisationen grundades 1882. Huvudkontoret ligger i Milano.